# Juda (série télévisée)
Pour les articles homonymes, voir Juda.
Juda est une série télévisée israélienne créée par Zion Baruch, diffusée depuis le 27 avril 2017 sur Hot.
Création originale d'Altice Studios, la série est disponible en France depuis le 18 juin 2018 sur SFR Play VOD illimitée.

## Synopsis
Juda, accro aux jeux de cartes, part en Roumanie où il obtient un travail pour la mafia française, faire fructifier de l'argent. Pourtant tout ne se passe pas comme prévu. Le mythe roumain devient alors réel  et Juda se voit entraîné malgré lui au cœur de celui-ci et découvre que les hommes ne sont pas ce qu'ils paraissent vraiment.

## Distribution

### Acteurs principaux
- Zion Baruch (VF : David Smadja) : Juda
- Amos Tamam (VF : Emmanuel Naccache) : Asher
- Mike Burstein : The Rabbi
- Moris Cohen (VF : Alexandre Chacon) : Menachem
- Anastasia Fein : Tania
- Daniel Kapul : Shinko
- Ilanit Levy (VF : Julie Ebbo) : Orit

## Épisodes

### Première saison (2017)
Les épisodes, sans titre, sont numérotés de 1 à 8.